# 郭虞裳
郭虞裳（1891年2月21日—1971年8月26日）原名傳治，字虞裳，後以字行，江蘇上海人。中华民国政治人物。

## 生平
郭虞裳早年在上海南洋中學及唐山路矿学校学习。1914年赴日本留學，1914年9月考入東京私立法政學校（非法政大學）政治經濟科學习，與俞頌華同班。1917年7月畢業後，二人均回國。郭虞裳於1919年7月27日繼俞頌華出任上海《時事新報·學燈》主編。同年8月初，引進宗白華任其助編，随即又於8月15日在《時事新報·學燈》上新闢“新文藝”栏目，由宗白華主持。同年11月中旬，《時事新報·學燈》交由宗白華獨立主編，此因郭虞裳已決定由报社派往英国，担任「特約通訊員」。
1921年元旦，郭虞裳與陳博生同時抵达英国倫敦。1921年春夏之間，徐志摩與張幼儀由倫敦遷居劍橋附近乡下沙土顿居住。不久，郭虞裳也應邀入住徐家。同年5月下旬，林長民自倫敦來到劍橋，曾與徐志摩、郭虞裳「偶然相遇」。
1921年8月，郭虞裳在徐志摩不告而别后幾天，也離開劍橋，與劉秉麟夫婦轉學至柏林，同時还遇到了一年未見的朋友俞頌華。俞頌華本来是晨、時兩報駐俄國特派員，剛剛在1921年5月28日轉到柏林，改任駐德国特派員。1924年夏，郭虞裳、劉秉麟同時从柏林學成回國，郭虞裳於同年8月起担任吳淞中國公學大學部教授兼學長祕書、圖書館主任、經濟調査部主任。早郭虞裳半年回國的俞頌華，担任该校教授兼事務主任，劉秉麟任教授兼出版部主任。当時，中國公學仍然是王敬芳任校長，胡石青代理校長，張東蓀任學長（即教務長）綜理學務。郭虞裳、俞頌華、劉秉麟三个人是當時研究系计划大力培植的學者。北伐後，郭虞裳返归商界。郭虞裳是張君劢的追随者，以实业赞助张君劢的事业。后来随张君劢先后入“再生社”、中国国家社会党、中国民主社会党。1947年3月1日，被任命为国民政府第四届立法院立法委员。
1949年，郭虞裳來到台湾，歷任中国民主社会党副主席、主席團主席。1971年，因肺氣腫引發呼吸神经麻痹，在台北病逝，享年82岁。